# ویلی بلونت
ویلی بلونت (Willie Blount) (زادهٔ ۱۸ آوریل ۱۷۶۸ - درگذشتهٔ ۱۰ سپتامبر ۱۸۳۵)،‏ سیاستمدار آمریکایی بود که از سال ۱۸۰۹ تا ۱۸۱۵ به عنوان فرماندار ایالت تنسی خدمت نمود. تلاش‌های بلونت برای افزایش بودجه و تعداد سربازان در جریان جنگ ۱۸۱۲ سبب شد که تنسی لقب «ایالت داوطلب» را کسب نماید. او برادر ناتنی ویلیام بلونت جوانتر، فرماندار قلمروی جنوب‌غربی بود. وی عضو حزب دموکرات-جمهوری‌خواه نیز بود.

## اوایل زندگی
ویلی (که وایلی تلفظ می‌شود) در بلونت‌هال در شهرستان برتی در استان کارولینای شمالی در خانوادهٔ جیک بلونت و خانم دوم‌اش هنا سالتر بلونت، متولد شد. وی در کالج نیوجرسی (پرینستون امروزی) و کالج کینگز (کلمبیای امروزی) درس خواند. در دههٔ ۱۷۸۰ بلونت همراه با قاضی جان ستگیریوس در نیوبرن واقع در کارولینای شمالی حقوق خواند و در کانون وکلای کارولینای شمالی پذیرفته شد.
در سال ۱۷۹۰، ویلیام برادر ویلی به‌عنوان فرماندار ایالت جدیداً ایجاد شدهٔ قلمروی جنوب‌غربی تعیین شد و ویلی او را به قلمروی جدید همراهی نمود تا به صفت منشی خصوصی او خدمت نماید. زمانی‌که در سال ۱۷۹۶ تنسی به‌عنوان ایالت پذیرفته شد، قانون‌گذاران ایالتی بلونت را به دادگاه عالی قانون و انصاف (عالی‌ترین دادگاه در آن‌زمان) منصوب نمودند، هرچند که بلونت این منصب را یا رد نمود یا بدون ارائهٔ هرگونه دیدگاهی استعفا نمود.
بعد از مرگ ویلیام بلونت در سال ۱۸۰۰، ویلی بلونت مسئولیت امور مالی خانواده را به دوش گرفت و به‌زودی متوجه این موضوع شد که سرمایه‌گذاری‌های پُر مخاطرهٔ برادراش بالای زمین سبب بدهکاری شدید خانواده شده‌است. در سال ۱۸۰۲ بلونت به شهرستان مونتگومری ایالت تنسی نقل مکان نمود و در آنجا مزرعهٔ بزرگی را ایجاد و به تدریج به اعادهٔ امور مالی خانواده آغاز نمود. وی از سال ۱۸۰۷ تا ۱۸۰۹ از شهرستان مونتگومری در مجلس نمایندگان تنسی نمایندگی نمود.

## فرماندار
در سال ۱۸۰۹ بلونت برای تصدی پُست فرمانداری با ویلیام کوک، سناتور و مرزبان سابق ایالات متحده (دورهٔ تصدی جان سویر محدود بود)، به رقابت پرداخت. تغییرات جمعیت به نفع تنسی میانه و غرب به سوی خانه کوک در تنسی شرقی آغاز شده بود و بلونت با اخذ ۱۳٬۶۸۶ رأی دربرابر ۸٬۴۳۵ رأی پیروز انتخابات شد. وی در سال‌های ۱۸۱۱ و ۱۸۱۳ بدون مخالفت مجدداً در این سمت انتخاب شد.
دورهٔ فرمانداری بلونت مانند دورهٔ فرمانداری اسلافش، سویر و آرچیبالد روان، صرف رسیدگی به منازعات سرخ‌پوستان و مهاجرین سفیدپوست شد. بلونت مصرانه به دنبال به‌دست آوردن زمین از قبیلهٔ چروکی و چیکاسا بود و تلاش کرد تا فعالیت‌های چیکاسا و کریک متخاصم را سرکوب نماید. در اوایل دورهٔ فرمانداری‌اش در یک نامهٔ به ویلیام ایوستین وزیر جنگ پیشنهاد کرد که قبیلهٔ چروکی باید به زمین‌های غرب رودخانهٔ می‌سی‌سی‌پی تغییر مکان داده شود، اقدامی که دو دهه بعد توسط رئیس‌جمهور اندرو جکسون انجام شد. بلونت همچنین قبایل شمالی را به‌خاطر تشویق کریک‌ها به آزار و اذیت مهاجرین سفیدپوست مورد سرزنش قرار داد و در یک بازهٔ از زمان ایوستین درخواست نمود تا نیروهای نظامی را به‌منظور قطع ارتباط بین قبایل شمالی و جنوبی اعزام نماید.
در زمان تصدی بلونت، ایالت تنسی به پنج حوزه قضائی تقسیم شد. وی تدابیر ضد جعل را توشیح نمود و قانونی را برای حل و فصل دعوی متضاد زمین از دورهٔ قبل از پذیرش تنسی به‌عنوان یکی از ایالت‌های ایالات متحده، وضع کرد. بلونت همچنین در تلاش پیشرفت‌های ناوبری یا علم تعیین مسیر برای کشتی و هواپیما وغیره، نظارت بر تکمیل جاده کومبرلند (که نشویل و ناکسویل را با هم متصل می‌نماید) و خواهان ایجاد مسیر آبی قابل کشتی‌رانی از تنسی به موبایل در آلاباما بود.
بلونت در جریان دورهٔ دوم و سوم فرمانداری‌اش سرگرم جنگ سال ۱۸۱۲ بود. در جریان چند ماه اول جنگ، با فقدان ارتباط با وزارت جنگ دست و پنجه نرم کرد؛ زیرا منتظر بود تا اجازهٔ داده شود که شبه‌نظامیان (به رهبری اندرو جکسون که شخص دائماً بی‌حوصله بود) را از جنوب به نیواورلیان سوق دهد. بعد از قتل‌عام فورت مایمز در سال ۱۸۱۳ در یک فراخوان برای حمله یا واکنش خصمانه که توسط بلونت صادر شد، به تعداد ۳٬۵۰۰ داوطلب جمع شدند. این تعداد داوطلب به دو بخش تحت رهبری جکسون و جان کوک تقسیم شدند و بلونت به نیروهای مستقر در جنوب دستور سرکوب قبایل متخاصم کریک را صادر نمود. بلونت توانست مبلغ ۳۰۰٬۰۰۰ دلار برای این لشکرکشی جمع‌آوری نماید، مبلغی که در آن زمان شگفت‌آور بود. تعداد شگفت‌انگیز داوطلبان سبب شد که ایالت تنسی لقب «ایالت داوطلب» را به خود اختصاص دهد.
بلونت در پایان جنگ سال ۱۸۱۲ در اوج محبوبیت خود قرار داشت. جی.جی.ام. رمزی در مورد نوشت «محبوبیت ویلی در میان توده‌ها ندرتاً برابر بوده‌است». در سال ۱۸۱۵، به دلیل محدودیت‌های دورهٔ قانون اساسی وی نتوانست برای چهارمین دورهٔ متوالی به عنوان فرماندار تعیین شود.

## اواخر زندگی
در سال ۱۸۲۷ بلونت برای تصدی پُست فرمانداری با سام هیوستون عضو برحال کنگره و نیوتن کنون عضو سابق کنگره (دورهٔ تصدی جان ویلیام کارول محدود بود)، وارد رقابت انتخاباتی شد، اما با اخذ صرف ۱٬۷۸۴ رأی در برابر ۴۴٬۲۴۳ رأی هیوستون و ۳۲٬۹۲۹ رأی کنون، در جایگاه سوم ایستاد. بلونت در سال ۱۸۳۴ نماینده شهرستان مونتگومری در کنوانسیون قانون اساسی ایالتی بود که پیش‌نویس قانون جدیدی را برای جایگزینی قانونی که از سال ۱۷۹۶ (زمانی‌که ایالت ستنی به‌عنوان یکی ایالت‌های آمریکا پذیرفته شد) نافذ بود، تهیه کرد و این قانون با قانون اساسی سال ۱۸۷۰ که هنوز هم نافذ است، مشابهت‌های زیادی دارد. یکی از تفاوت‌های عمده بین قانون اساسی سال ۱۸۳۴ و قانون ماقبل آن این بود که، نسبت به سند قبلی این قانون اختیارات خیلی وسیعی به قوهٔ مجریه اعطاء نموده بود.
بلونت در ۱۰ سپتامبر سال ۱۸۳۵ در نشویل فوت نمود و در قبرستان گرینوود در کلارک‌اسویل به خاک سپرده شد. در سال ۱۸۷۸ دولت ایالتی بنای یادبودی بزرگی بر روی مرقد وی گذاشت.

## خانواده و میراث
بلونت در سال ۱۸۰۲ با لوچندا بیکر ازدواج نمود. آن‌ها دو دختر به‌نام‌های الیزا آن بلونت و لوچندا بلونت داشتند.
بلونت برادر جوان ناتنی ویلیام بلونت امضاءکنندهٔ قانون اساسی ایالات متحده و فرماندار قلمروی جنوب‌غربی، بود. برادر ناتنی دیگر وی به‌نام توماس بلونت عضو کنگره از ایالت کارولینای شمالی بود و برادرزاده‌اش به‌نام ویلیام گرینجر بلونت از سال ۱۸۱۵ تا ۱۸۱۹ نماینده ناحیهٔ دوم تنسی در کنگره بود. ویلی بلونت پدر بزرگ هیل مک‌آلیستر بود که در دههٔ ۱۹۳۰ به عنوان فرماندار تنسی خدمت کرد.
در سال ۱۸۰۳ بلونت کتاب درسی مدرسه‌ای را به‌نام شرح دینی شفاهی قانون اساسی تنسی را نشر نمود که توسط جورج رولستون سردبیر روزنامهٔ ناکسویل باستان به چاپ رسید. بلونت بعداً تصمیم گرفت تا تاریخ جامع ایالت را تحریر نماید اما این کار هرگز به انجام نرسید.
شهرستان بلونت واقع آلاباما به‌خاطر همکاری او در جریان جنگ کریک، به افتخار ویلی بلونت نام‌گذاری شد.